# Tapinocyba kolymensis
Tapinocyba kolymensis là một loài nhện trong họ Linyphiidae.
Loài này thuộc chi Tapinocyba. Tapinocyba kolymensis được Kirill Yuryevich Eskov miêu tả năm 1989.